# 和歌山市民図書館
和歌山市民図書館（わかやましみんとしょかん、Wakayama Civic Library）は、和歌山県和歌山市が設置した公立図書館の総称である。総称と同じ名称の和歌山市民図書館、和歌山市民図書館西分館からなる。条例の定めはないが、単館としての和歌山市民図書館は要覧で「本館」と通称されている。

## 歴史
- 1981年（昭和56年）7月19日 - 移動図書館車の巡回を開始[3]。
- 1981年（昭和56年）7月28日 - 和歌山市民図書館本館が開館[3]。
- 1984年（昭和59年）12月 - 移民資料室を開室[3]。
- 2017年（平成29年）5月1日 - 和歌山市河西ほほえみセンター内に和歌山市民図書館西分館が開館[3]。
- 2020年（令和2年）6月5日 - 和歌山市民図書館本館の新館が開館。
- 2021年（令和3年）6月1日 - 移動図書館車「ほんわか号」巡回開始

## 施設

### 和歌山市民図書館（本館）
和歌山市民図書館（本館）は和歌山市屏風丁17番地にある和歌山市民図書館の本館である。
当初は2019年（令和元年）10月の全面開館を目指していたが、工事の遅れにより2019年（令和元年）12月19日から2階エントランスで一部業務のみ開始し、あらためて2020年（令和2年）4月24日の全館開館を予定した。しかし新型コロナウイルス感染症の流行の影響で、結局は2020年（令和2年）6月5日に開館した。
本館の移転後は、西分館と共にカルチュア・コンビニエンス・クラブが指定管理者になっている（2024年3月31日まで）。移転前の旧図書館では職員37人中32人が司書だったが、指定管理者移行後は従業員（パートを含む）56人のうち司書は16人となり、旧図書館から続けて勤務している司書は6人と報じられた。

#### 施設構造
和歌山市駅と直結した複合施設キーノ和歌山の公益施設棟にある。1階では、蔦屋書店とスターバックスコーヒー 蔦屋書店 和歌山市民図書館店が営業している。また、中2階に市駅前自転車駐車場（駐輪場）、4階に和歌山市地域子育て支援拠点施設を設置している。

#### サービス
開館時間
午前9時-午後9時
休館日
年中無休

#### 移民資料室
1984年（昭和59年）12月21日、和歌山市民図書館本館の3階に移民資料室が開室した。日本国内の公立図書館では唯一の移民専門資料室である。アメリカ合衆国のカリフォルニア大学ロサンゼルス校（UCLA）Asian American Studies Centerをモデルとして、図書・新聞・写真など約4,000点を公開した。2018年（平成30年）時点で図書約1万冊、ヘンリー・ユズル・スギモトの記録絵画の油絵36点、スケッチ画18点のほか、アメリカ合衆国・カナダ・ブラジルなどで発行された邦字新聞を紙媒体やマイクロフィルムで保管している。移転後も3階に設置されている。

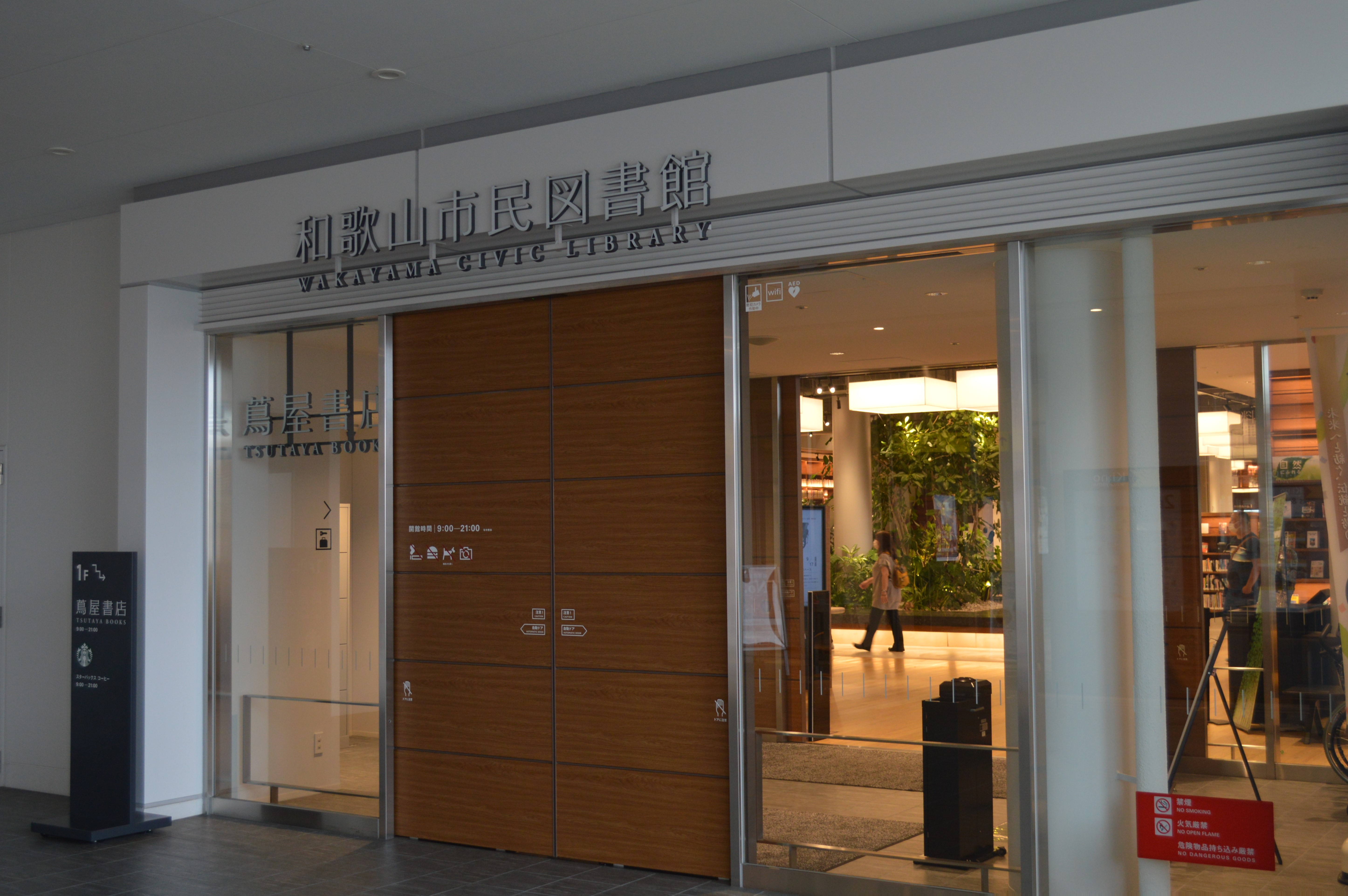
和歌山市民図書館の2階入口

### 和歌山市民図書館西分館
和歌山市民図書館西分館は和歌山市松江775番地の1 河西ほほえみセンター内にある和歌山市民図書館の分館である。2017年（平成29年）5月1日に開館した。
併設施設の特性にあわせて児童書や子育て世代向けの図書に重点を置く。

#### サービス
開館時間
午前10時-午後8時
休館日
月曜日（祝日と重なるときはその翌平日）
年末年始 - 12月29日-1月3日
特別整理期間 - 年1回

### コミュニティーセンター図書室
和歌山市が設置する各コミュニティセンターにも、図書室が設置されているものがある。本館・西分館と資料が共有されており、他館・センターで借りた資料を返却・延長することも出来る。
- 中央コミュニティセンター
- 東部コミュニティセンター
- 河南コミュニティセンター
- 河北コミュニティセンター
- 北コミュニティセンター

## かつてあった施設

### 和歌山市民図書館（本館）(1981-2019)
1981年7月に開館した旧・和歌山市民図書館。地上4階建てで地下に駐車場があった。
建物の老朽化などもあり、2019年（令和元年）9月に閉館して移転のための長期休館に入った。跡地には、建物を改修して和歌山リハビリテーション専門職大学が開設された。

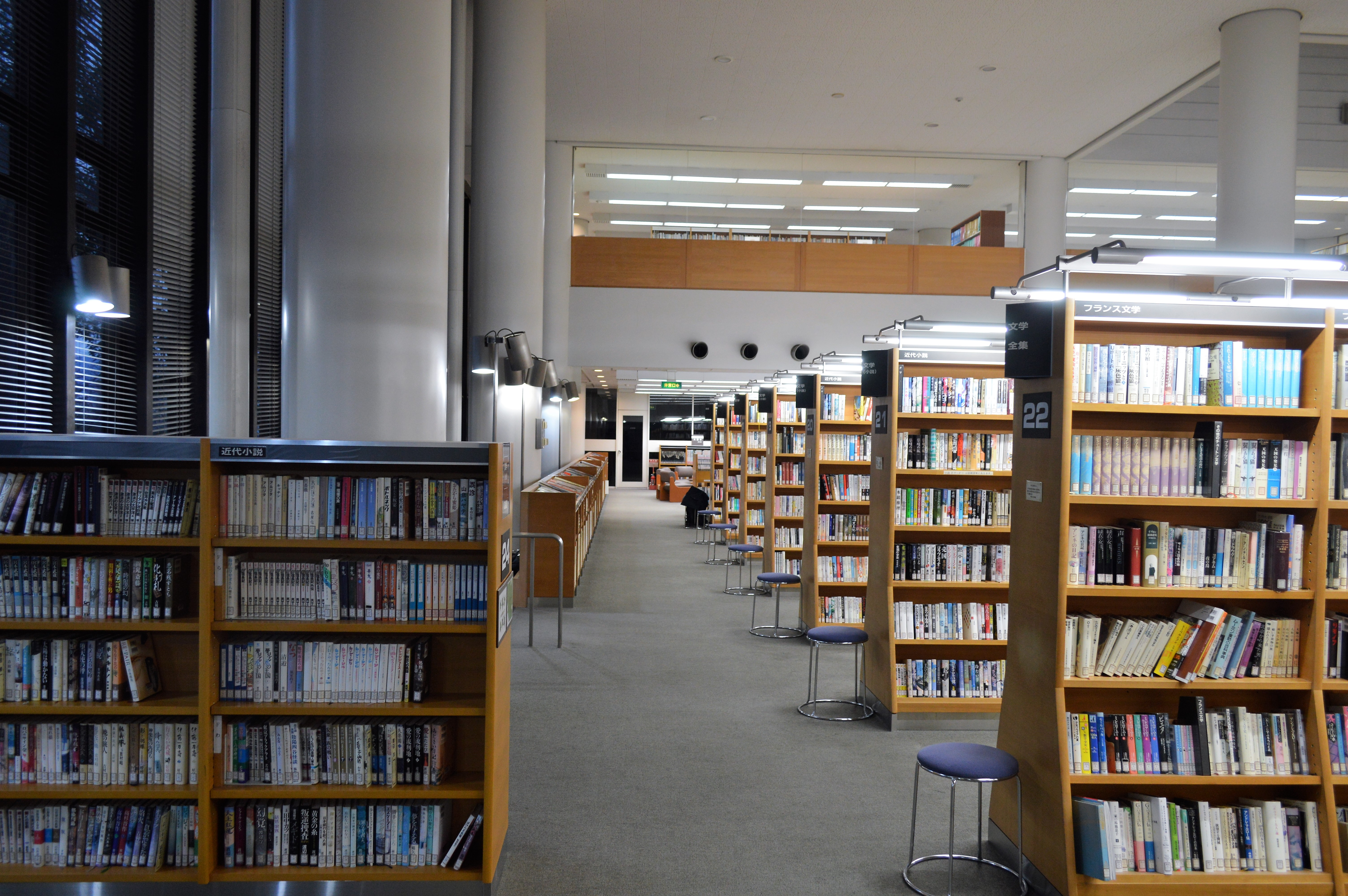
1階の書架
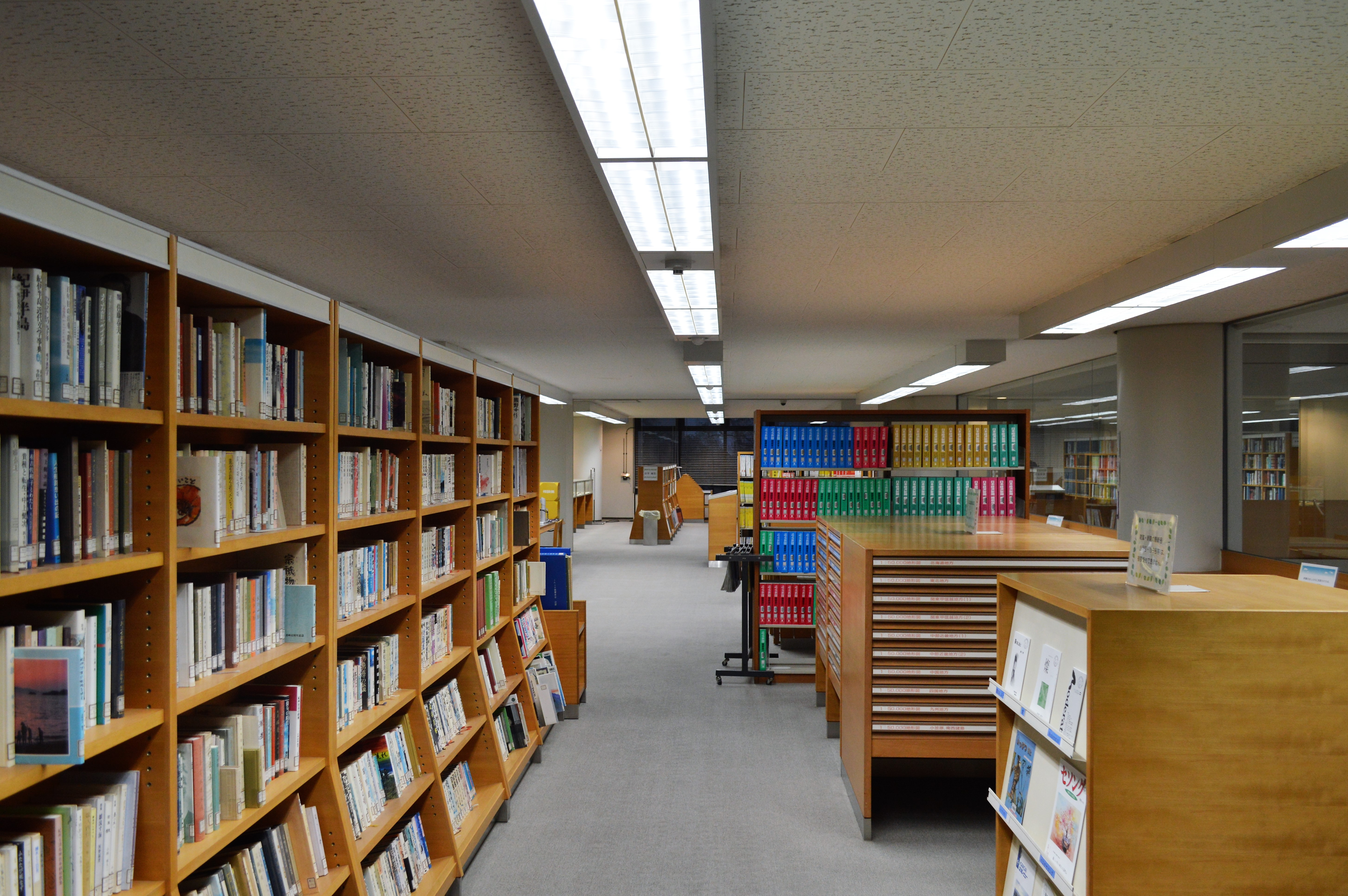
2階の書架
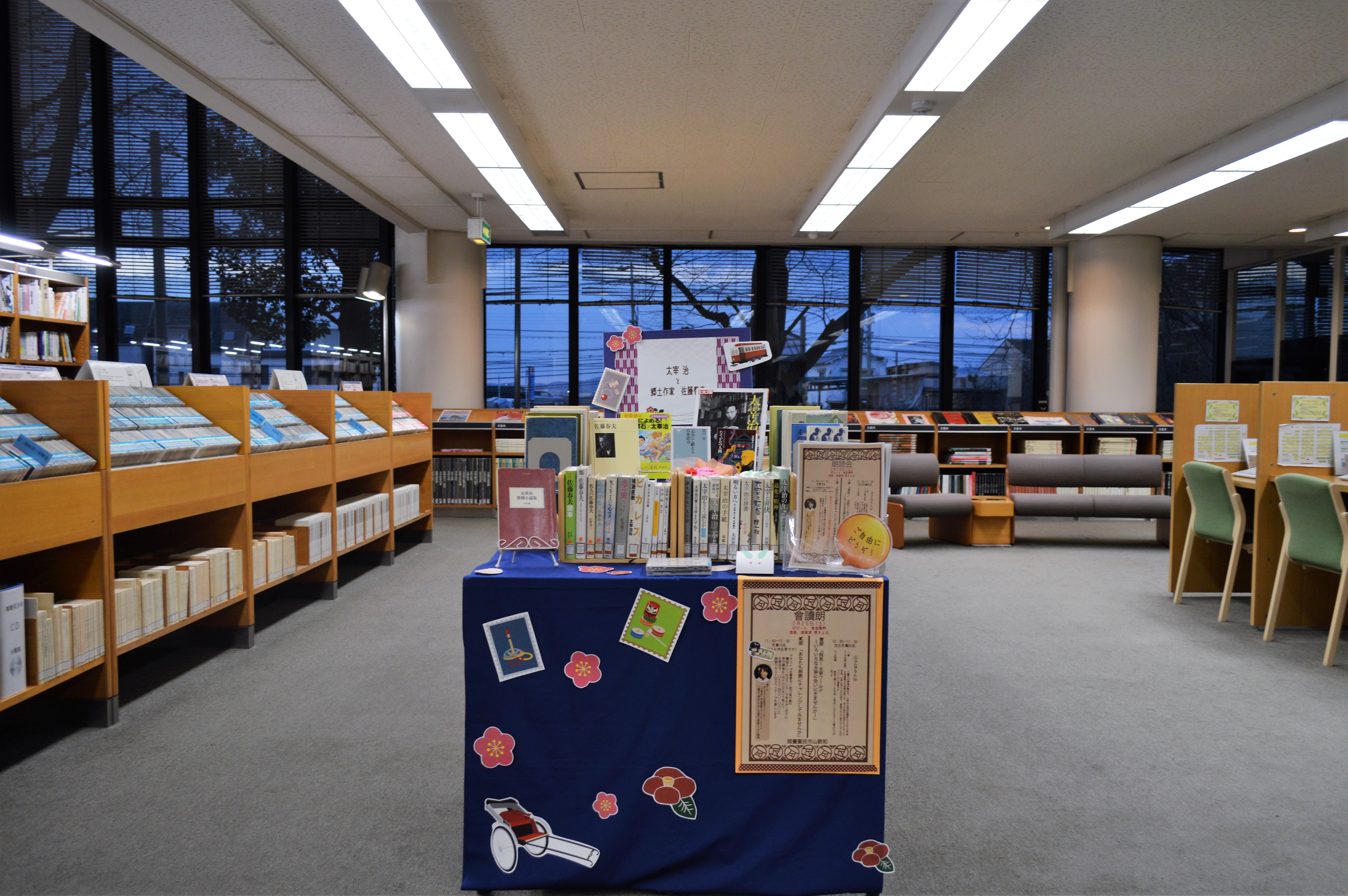
テーマ展示
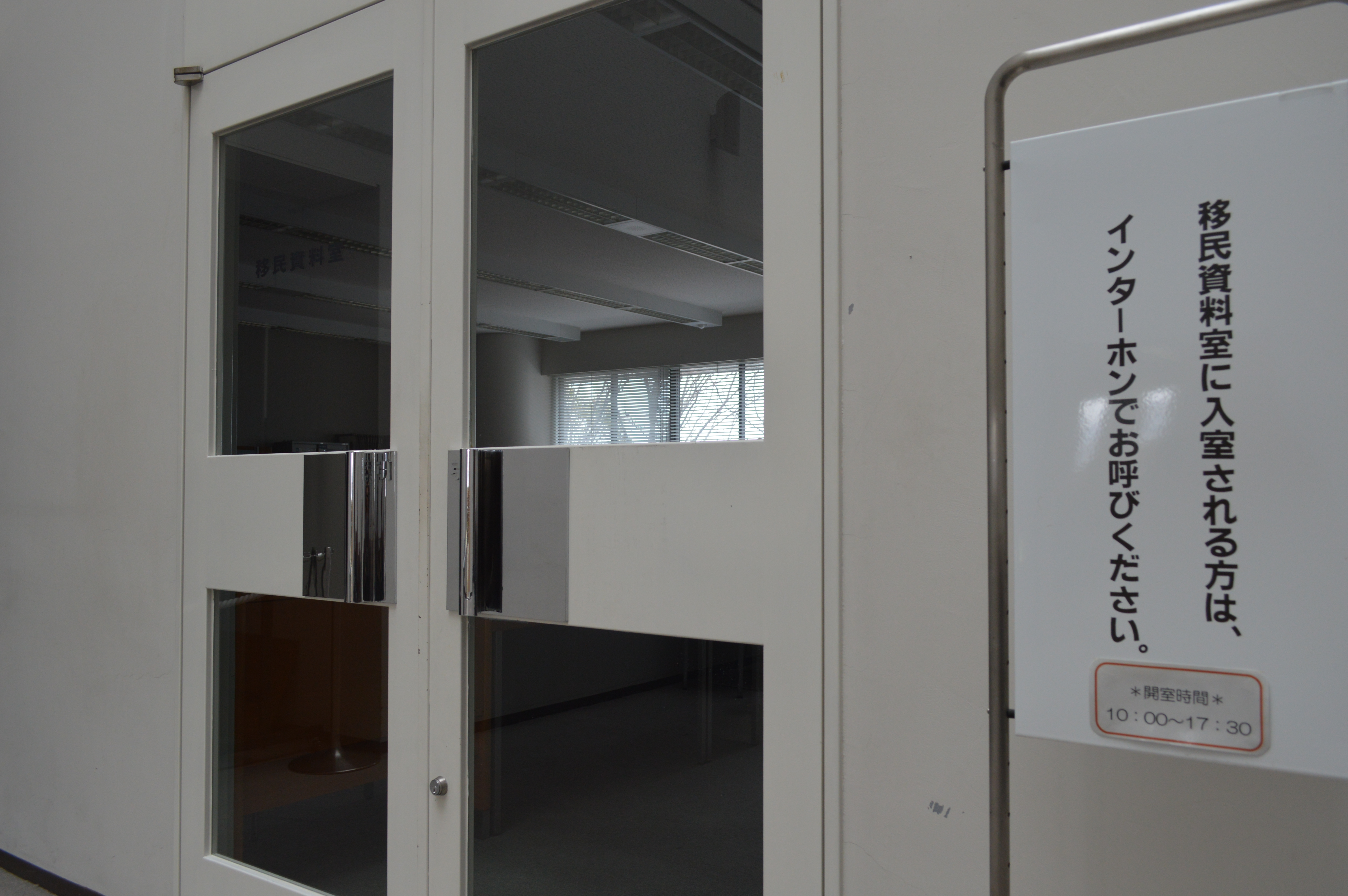
移民資料室
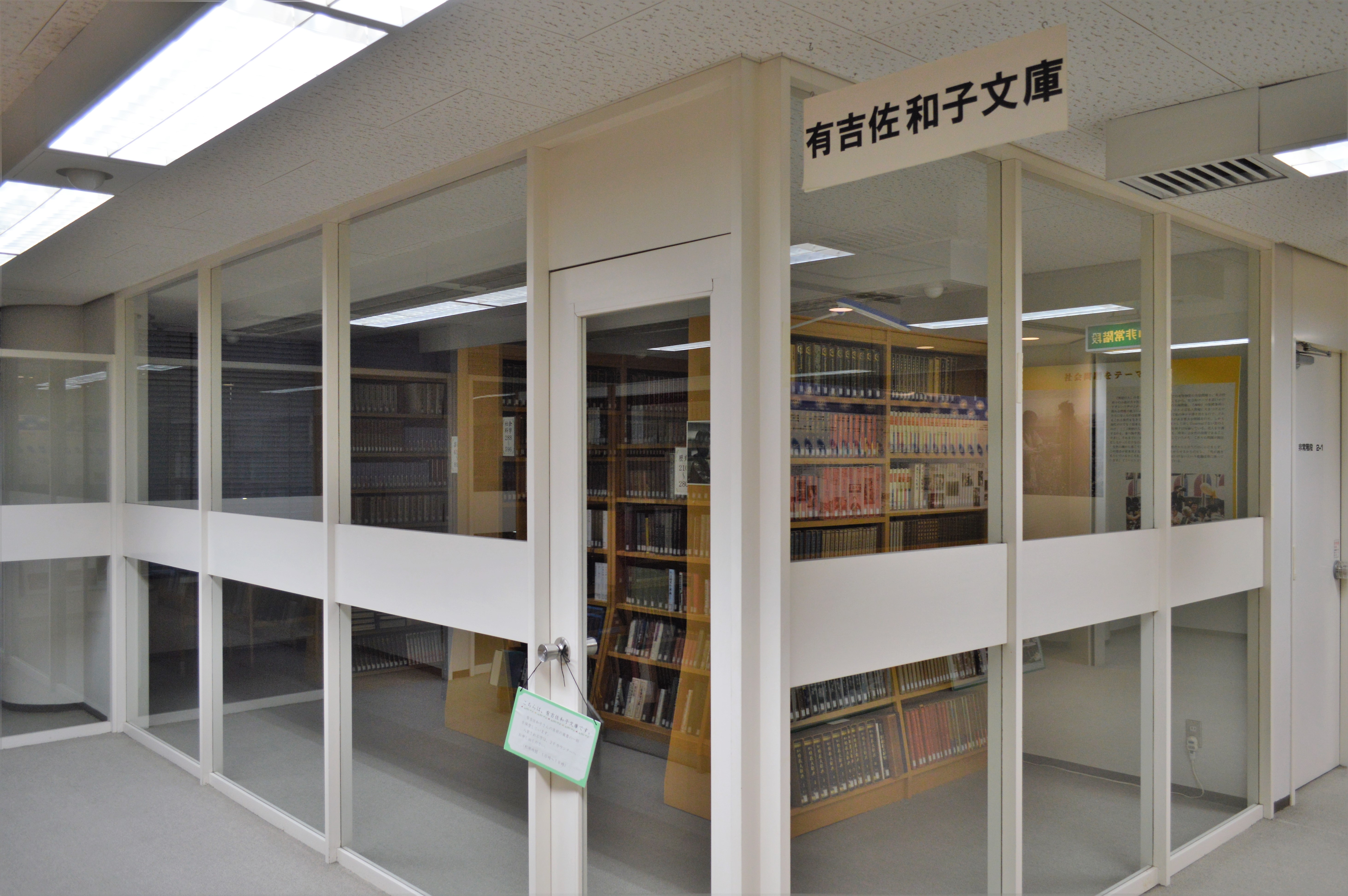
有吉佐和子文庫
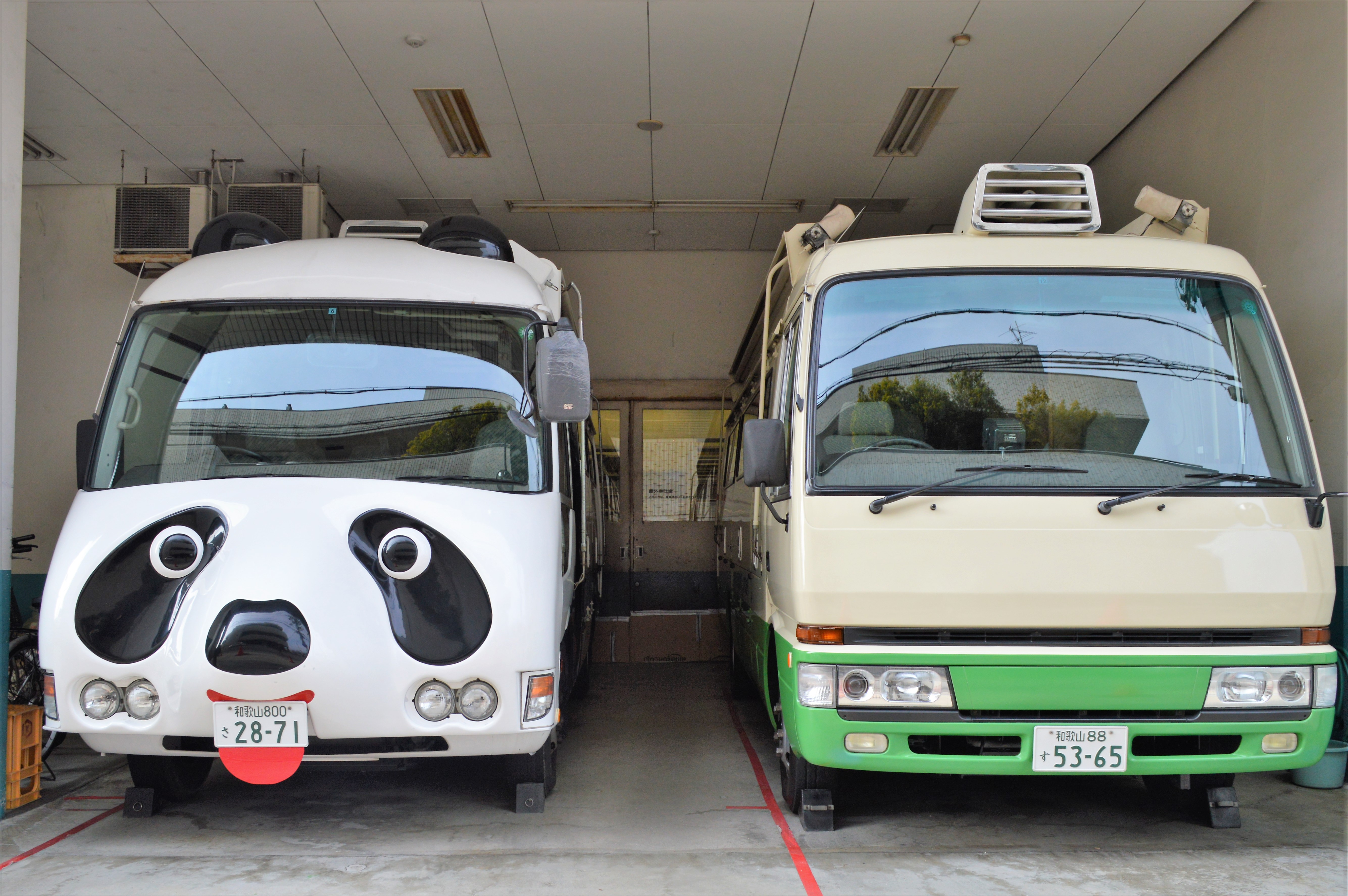
移動図書館車